# 김완수 (1977년)
김완수(1977년 8월 28일 ~ )는 대한민국의 농구 지도자이다. 한국여자프로농구(WKBL) 청주 KB 스타즈의 감독을 맡고 있다.

## 경력

### 선수
인천산곡북초등학교 3학년 시절 운동을 좋아하여 육상부에 들어갔으나 그만두게 된다. 이후 4학년 때 농구부에 들어가 농구를 시작하였다. 송도중학교와 송도고등학교를 거쳐 건국대학교에 진학하며 농구 선수 생활을 이어나간다. 대학교 4학년이던 1999년 12월에 열린 KBL 드래프트에서 2라운드 5순위(전체 15순위)로 인천 신세기 빅스에 지명되었다.

### 지도자
2016년 4월 부천 하나원큐(당시 부천 KEB하나은행) 박종천 감독의 부름을 받아 이환우와 함께 하나원큐의 코치로 부임하였다. 이후 2020-21 시즌까지 5시즌간 하나원큐의 코치 및 수석코치로 활동하였다.
2021년 4월 8일 청주 KB 스타즈의 감독으로 선임되었다.